# Comuna Terehivka, Cernihiv
Terehivka (în ucraineană Терехівка) este o comună în raionul Cernihiv, regiunea Cernihiv, Ucraina, formată din satele Malînivka, Stasî, Terehivka (reședința) și Tovstolis.

## Demografie
Componența lingvistică a comunei Terehivka
     Ucraineană (98,17%)
     Rusă (1,65%)
     Alte limbi (0,09%)
Conform recensământului din 2001, majoritatea populației comunei Terehivka era vorbitoare de ucraineană (98,17%), existând în minoritate și vorbitori de rusă (1,65%).